# 핑크 영화

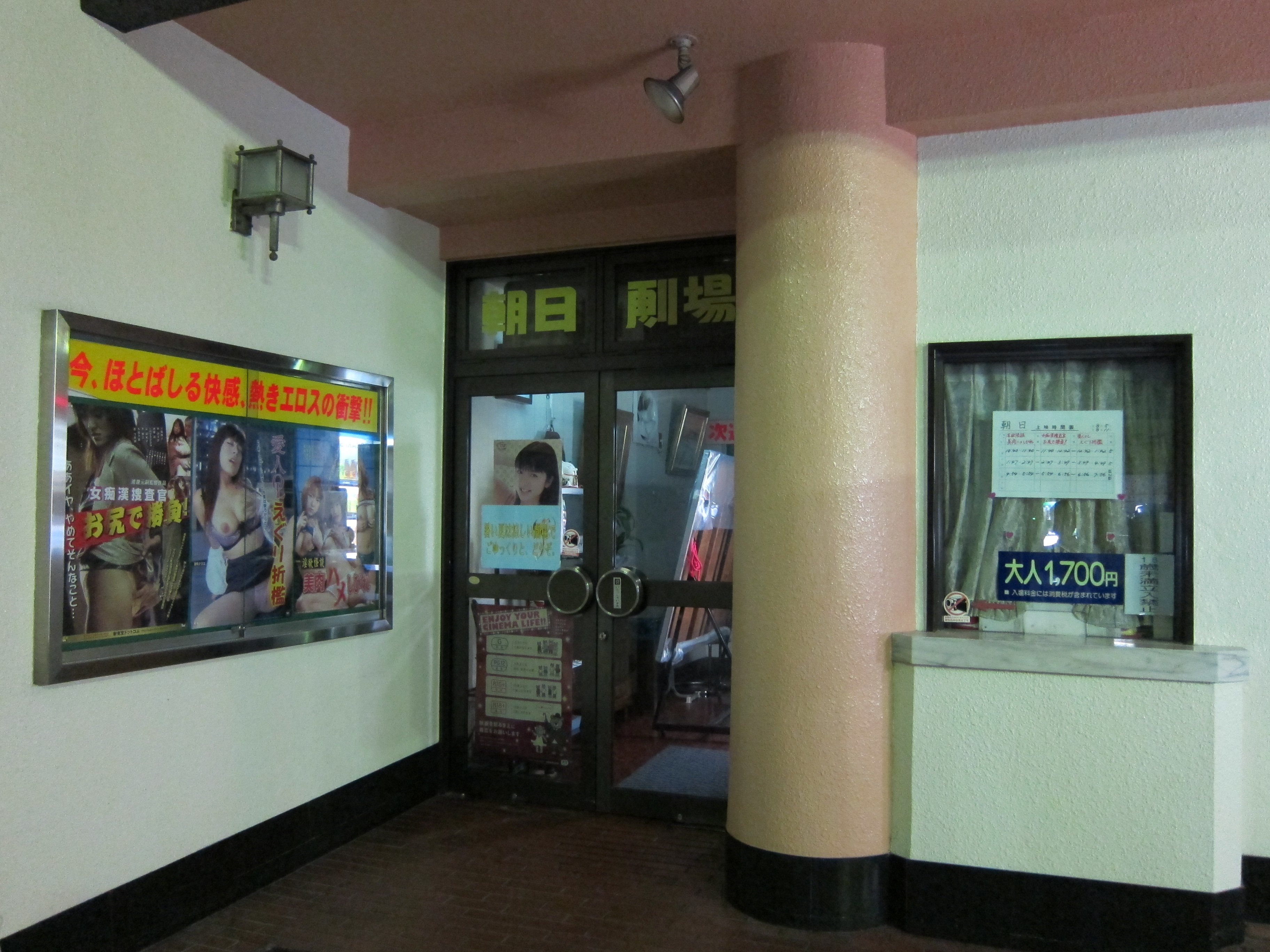
기후의 핑크 영화관

핑크 영화(일본어: ピンク映画, 영어: pink film)는 일본에서 시작된 영화 장르로 남녀의 정사를 주로 다룬 영화를 말한다.

## 같이 보기
- 핑크 영화제
- 로망 포르노